# Jugoslavien under 2. verdenskrig
Følgende er en oversigt over Jugoslavien under 2. verdenskrig.

## 1941
Den 6. april 1941 indleder tyske tropper angrebet på Jugoslavien uden krigserklæring.
Tidligt om morgenen indledes et massivt luftbombardement af Beograd i flere bølger og fortsættes dagen efter. Samtidig overskrides den Jugoslaviske grænse af motoriserede tropper.
De tyske tropper rykker ind i Jugoslavien med 24 divisioner, de italienske tropper med 22 divisioner, og de ungarske tropper med 5 divisioner. Da de tyske tropper marcherer ind i byen Zagreb, bliver de af mange kroaterne hilst som befriere.
Den 10. april løsriver Kroatien sig fra Jugoslavien, og general Kvaternik proklamerer Kroatien selvstændigt, og der dannes en kroatisk regering med fascisten Ante Pavelić som "poglavnik" ("fører") for Den Uafhængige Stat Kroatien (Nezavisna Država Hrvatska, kendt som NDH)
13. april tyske tropper besætter Beograd.
15. april Hitler og Mussolini anerkender NDH som selvstændig stat med Ante Pavelić som "fører".
17. april underskrives den jugoslaviske kapitulation, og hermed opløses Kongeriget Jugoslavien. Dette, samt de tyske troppers indmarch fører til oprør, og kongen med ca. 200 funktionærer flygter i eksil til London, og befolkningen bliver overladt til sin egen skæbne.
18. april kapitulerer kongens hær.
22. april begår tyskerne massakre i byen Panćevo.
24. april Bulgarske tropper besætter (efter Jugoslaviens opløsning) dele af Thrakien og Makedonien.
18. maj udråbes den italienske hertug af Spoleto til konge af Kroatien.
15. juni Kroatien tiltræder Tremagtspagten.
27. juni dannes i Beograd en generalstab for de jugoslaviske folks partisanenheder, hvor Tito bliver valgt til kommandant.
4. juli afholdes historisk møde i Beograd, hvor det besluttes, at der skal rejses væbnet modstand i hele Jugoslavien.
7. juli i byen Bela Crkva starter væbnet modstand i Serbien.
13. juli i byen Čevo begynder væbnet modstand i Monte Negro.
20. juli begår tyskerne massakre i byen Čaćak.
22. juli i byen Kamnik indledes væbnet modstand i Slovenien.
27. juli i byen Drvar begynder den væbnede modstand i Bosnien og Hercegovina, og i Kroatien sker det i byen Srb.
11. oktober starter væbnet modstand i Makedonien i byen Prilep .
I juli måned bliver medlemmerne i Palanac gruppen fra den 2. Šumadija partisanenhed og medlemmer af KPJ (Den Jugoslaviske Kommunist parti) komiteen henrettet i byen Smederevska Palanka.
17. august fem partisaner bliver hængt i bydelen Terazije i Beograd.

I midten af september var en god del af landet befriet. Der var muligt at rejse til fods fra Adriaterhavet og tæt på Beograd ved at undgå de store byer. På en strækning af over 150 km fungerede jernbanen i det partisankontrollerede område. Efter 2 måneders modstand lykkedes det partisanerne at erobre 2 kampvogne, 43 motorkøretøjer, 10 kanoner, 10 mortérer, 399 maskingeværer, 1000 geværer og flere ammunitionsdepoter. Fjendens tab i kampene var 5.600 døde og cirka 5.800 tilfangetagne soldater og officerer, og det var et hårdt slag for tyskerne. Dette førte til, at de påbegyndte terrorhandlinger mod den civile befolkning.
30. september begik tyskerne en massakre i byen Šabac.
15. oktober blev 5.700 indbyggere henrettet i byen Kraljevo og 6.000 indbyggere i byen Maćva.
21. oktober blev 7.000 indbyggere (kun skolebørn og gamle mennesker) henrettet i byen Kragujevac. Drabene på dem varede i 8 timer (den dag i dag kan myndighederne ikke garantere for tyskeres sikkerhed, hvis de kommer til byen), og fra området blev 22.000 mennesker ført til forskellige kz-lejre i Kroatien, hovedsageligt til kz-lejren Jasenovac.
Ved slutningen af 1941 var der omkring 100.000 som kæmpede i partisanhederne.
26. oktober mødtes Tito med den tidligere general fra kongens hær Dragoljub Mihajlović (bedre kendt som Draža Mihajlović) for at drøfte fællesaktioner mod fjenden. (Draža Mihajlović var anfører for de kongetro soldater, som blev kendt under navnet Četnk. Ordet "četnik" kommer fra det serbokroatiske ord "četa" som betyder "enhed" (militærenhed). Tjetnikerne blev senere berygtede ligesom de kroatiske Ustaša for grusomheder mod deres egen befolkning).
27. oktober leverede partisanerne fra den partisanske våbenfabrik i byen Užice ifølge aftalen med tjetnikerne 500 geværer og 25.000 patroner, men få dage derefter var disse våben i brug under angreb mod partisanerne i denne del af landet.
Byen Užice og det befriede område fik navnet Užićka Republika, hvor livet på trods af krigen forsatte. Forretningerne var åbne, grønsagsmarkedet fyldt, og i alle værksteder, især dem som lavede tøj og fodtøj, arbejdede man i døgndrift. Efter 2 måneders frit liv i det befriede område kom tragedin. først i våbenfabrikken, og derefter fulgte et kraftigt angreb fra besættelsesmagten og tjetnikerne.
Ved en eksplosion i fabrikken døde cirka 200 arbejdere samt 90 kvinder og børn, som var gemt der. Senere blev det bekræftet af besættelsesmagten, at der var tale om sabotage. I de 2 måneder, fabrikken var i gang, blev der produceret 15.600 geværer, 2.700.000 geværpatroner, 90.000 pistolpatroner, 3000 maskingeværpiber og 18.000 håndgranater.
22. december dannedes den 1. selvstændige militærenhed som kunne slå til, hvor den ville. Enheden bestod af rutinerede krigere fra partisanenheder fra Serbien og Monte Negro.

## 1942
27. januar. De tyske og italienske forsøg et komme generalstaben til livs, blev en total fiasko. Med en del af den 1. Proletar brigade lykkedes der Tito og generalstaben at komme til byen Foća via Sarajevo sletten og Igman bjerget (dette blev senere kendt som Igman- marchen. I denne march, i den dybe sne ved minus 32 °C døde 150 mennesker af kulde). Generalstaben blev her til maj måned – dette var den anden partisanske republik (efter Užice). (Fra sidst i november 1941 og indtil 20. januar 1942 hærgede tjetnikerne her og dræbte 2500 muslimer).
22. februar på torvet i byen Valjevo bliver hængt metalarbejderen Stjepan-Stevan Filipović som var kommandant af den Kolubarsko-Tamnavo partisanenhed.
22. maj i byen Šibenik henrettede italienerne Rade Konćar (som var medlem af Central Komiteen af Kommunist Partiet i Kroatien), samen med 25 andre kommunister.
I juni måned kommer der til repressalier over Kozara befolkningen hvor 80.000 tyske, italienske, kroatiske og tjetnik soldater omringer og angriber befolkningen. Terroren startede fordi befolkningen gjorde modstand mod besættelsesmagten. Landsbyer blev brændt, mændene hængt; kvinder, børn og gamle blev med magt ført i KZ lejrene Jasenovac, Jastrebarsko og andre. Terroren foregik på hele Kozara området. Ved de grusomste metoder blev der dræbt omkring 50.000 mennesker. I andre dele af landet gik der ikke bedre til. I Slovenien, i Brežice og Krško området blev der samlet 56.000 personer i alle alder, og i amtet Cirkovce ved byen Ptuj blev der samlet 4.000 personer til forflytning. Ca. 30.000 slovener er blevet fjernet fra deres huse og send til Kroatien og Serbien.
Den mest tragiske skæbne er børnenes. Der findes ikke en land i Europa hvor der blev dræbt så mange børn under krigen som i Jugoslavien.
I september måned i byen Podgora formeres den partisanske marine og i den samme måned befries byen Jajce.
1. november formeres 1. og 2. division.
7. november henrettedes frihedskæmpere i byen Celje.
I november måned, 8 partisanenheder angriber og befrier byen Bihać.
Den 26 og 27. november afholdes den 1. Partisan Kongres i byen Bihać.
December 1942. Indtil nu er der befriet et område på 48.000 kvadratkilometer, en område store end Danmark eller Schweiz eller Holland. Modstanden var så stor i Jugoslavien i denne tid, at kun i Dalmatien var 12 italienske divisioner mens der i hele Afrika var 11 divisioner.

## 1943
Januar 1943. Efter decembermødet i Rastenburg mellem tyske og italienske officerer besluttedes det at indlede den 4. offensiv mod det partisanbesatte område i det vestlige Bosnien i Lika. Under kampene, som startede midt i januar, blev der indsat specialdivisioner støttet af flystyrker. Partisanernes mobilitet var nedsat på grund af cirka 4.000 sårede og tyfusramte, som skulle reddes for enhver pris, samt af over 100.000 flygtninge fra den terror, som besættelsesmagten udøvede. Alligevel lykkedes det partisanerne at befri byerne Livno, Imotski og Prozor og komme til Neretvadalen. I løbet af kun 3 dage lykkedes det dem at knuse den italienske division "Murge" og tage omkring 2000 fjendtlige soldater til fange. Ved at sprænge broerne over floden Neretva gav de fjenden indtryk af, at partisanerne ikke ville krydse floden, og ved at angribe og tvinge fjenden mod nord, kunne de sammen med de sårede forcere floden og bringe sig selv i sikkerhed (efter krigen blev slaget ved Neretva betragtet som den 2. verdenskrigs mest "humane" slag).
Efter slaget udtalte kommandanten for Süd-Ost von Leer: "Det lykkedes partisanerne at forcere Neretva og til sidste mand trække sig tilbage til den nordlige del af Montenegro. De kom igennem den del af fronten, som var holdt af italienere og tjetnikerne. Vi har ikke taget en eneste til fange. Ikke en såret partisan, ikke engang en dræbt er fundet, selvom de at dømme efter antallet af vore egne faldne har haft store tab...". Hitler rasede og beordrede, at partisanerne skulle udslettes for hver pris.
Maj/juni 1943. Den 5. offensiv begyndte. I kampene ved Sutjeska mistede folkehæren 8.000 mand. I dette slag gjorde tyskerne alt muligt for at knuse partisanernes generalstab, og det blev en kamp på liv og død. Fire partisandivisioner imod 12 tyske og italienske divisioner, 1 bulgarsk division, kroatiske styrker og tjetnikere (i alt 120.000 fjendtlige soldater imod 20.000 partisaner). De svære våben måtte begraves eller ødelægges for at sikre partisanstyrkens mobilitet, der skulle sørges for de sårede under kampene, sulten skulle holdes ud, til man kom igennem fjendens linjer – og det lykkedes.
September 1943. I efteråret var halvdelen af det jugoslaviske territorium befriet. Folkearmeen var oppe på 300.000 soldater. I dette kritiske år for Hitlers Tyskland, var tyskerne nødt til at placere over 600.000 soldater i 22 tyske, 9 bulgarske og 20 quislingske divisioner, som forgæves forsøgte at stoppe den videre befrielse af det okkuperede Jugoslavien.
Den 29. og 30. november afholdtes den 2. partisankongres i byen Jajce, hvor grundlaget for efterkrigstidens føderative Jugoslavien blev lagt.
December 1943. Sidst på året foretog tyskerne den 6. offensiv mod den jugoslaviske folkearmé. I operationen, som tyskerne døbte "Kugelblitz", deltog 600.000 soldater, og det lykkedes igen partisanerne at slå fjenden tilbage.

## 1944
I foråret 1944 til Jugoslavien ankommer journalisterne Walter Bernschtain, Stojan Pribićević og Jon Talbot som sendte rapporter til deres aviser sammen med denne notits: "Dette er den første rapport som er skrevet af de allierede journalister fra Hitlers Europafæstning .... Vi er vidner for Jugoslaviens kamp for friheden og vi er de første allierede journalister som sender rapporter bag fjendens linier".
Den 25. maj, på Titos 52. års fødselsdag, tidlig om morgenen, tyske faldskærmstropper gjorde en fortvivlet forsøg på at udslette generalstaben i byen Drvar. Den 7. offensiv var startet.
I denne længe planlagte hemmelige aktion kaldet "Hestens hop på skakbrættet" deltog besættelsesmagtens specielle enheder: 7 SS divisioner, enheder fra den 718. og 373. division, enheder fra den 92. motoriserede division, 1. og 4. Brandenburg division, 500. SS forstærkede faldskærmsbataljon og den 202. motoriserede bataljon. Under angrebet på Drvar gjorde tyskerne uhyggelige forbrydelser: de likviderede alt som var fanget i live: kvinder, børn, fanger. I Denne angreb, ligesom i mange andre, lykkedes ikke tyskerne at likvidere generalstaben.
21. september, under et møde i Jägerruh med de høje officerer i den tyske arme, sagde Hitler: "... Jeg vil gerne nævne et eksempel mere om udholdning, udholdningen af Marskal Tito. Jeg må sige at han er en gammel kommunist, den "Herr Tito", han er en hård nød. Beklageligt er han vores modstander, han har virkeligt fortjent titlen marskal ... Han er vores modstander men jeg vil ønske at vi havde et dusin Tito i Tyskland, mennesker som ville kunne fører og som vil have sådan vilje og hårde nerver at de aldrig vil overgive sig, selvom de er total omringede…".

## 1945
Krigen i Jugoslavien er på vej til slut fasen.
Vinteren 1944-1945, hvor den største del af Jugoslavien var befriet og Folkearmeen stod fast ved Srem-fronten og ved andre kritiske punkter, begyndte forberedelser til den endelige opgør med besættelsesmagten og for tilfangetagelser af fjendens tropper på Jugoslaviens territorium.
Før starten af Folkearmeens offensive, tyskerne havde 7 arme korps, 20 quisling divisioner (Ustaša, Četnk; 2 muslimske SS divisioner og andre forrædere i tyskernes tjeneste), marinestyrker og politisystem til kontrol af de besatte områder. På samme tid bestod den Jugoslaviske Folkearme af 800.000 frihedskæmper fordelt i 4 armeer og 8 korps. Tiden til det sidste slag for befrielse af landet nærmede sig hastig.
20. marts startede endeligt offensiven og fjenden blev angrebet fra alle sider. Denne dag, anerkendte regeringen i Storbritannien officielt den nye regering af den Demokratiske Føderative Jugoslavien, og nogle dage derefter gjorde USA og SSSR det samme. I løbet af 2 måneder, fra den 20. marts da offensiven startede og til den 15. maj hvor fjendens modstand var knækket, tilførte den Jugoslaviske arme besættelsesmagten og forræderne enorme forlyste: 99.907 døde, tæt ved 210.000 tilfangetaget sammen med kommandanten for den Tyske front for Syd-Ost (Süd-Ost), generalløjtnant Leer, erobrede mere end 180.000 geværer, næsten 25.000 automatiske våben, 1520 kanoner, 3651 lastbiler, 40 flyvemaskiner, 97 tanks og masser af andet krigsmateriel.
Krigen i Jugoslavien varede 6 dage længere end i resten af Europa. I disse dage forsøgte de tyske og quisling enheder at undgå at bliver taget til fange af angst for at blive draget til ansvar for sine ugerninger under krigen, men det lykkedes ikke.
Total omringet af de jugoslaviske styrker var de nødt til at overgive sig til sidst. Våbnene tav og den værste krig på Jugoslaviens territorium var forbi.
Krigen kostede Jugoslavien i alt 1.700.000. liv. Hvert niende indbygger mistede livet.
De materiale forlyste var enorme: over 820.000 huse blev ødelagt eller brændt, 90 % af jernbanesporene var ødelagt ........ Dengang sagde Tito: "Husene kan bygges op, jernbanesporene kan laves igen, men 1.700.000 liv kan vi ikke vække til live igen.... Hvert af de mennesker havde sin personlige liv, sit håb, sin sorg, sin glæde .... Det er enorm pris som vi har betalt for vores frihed ....".
Erobret våben og over 200.000 fjendtlige krigsfanger – der var bilansen af de sidste kampe for friheden.
9. maj 1945 fejres som en fælles Befrielsesdag af de Forenede Nationer. Den fejres med glæde også i Beograd og andre frie byer, men den Jugoslaviske armes kamp varede endnu 6 dage.
Uden fremmede tropper udefra befriede det Jugoslaviske folk sig selv.
29. november 1945 udråbes den Den Føderative Folkerepublik Jugoslavien.